# Меч «коваля Людоти»

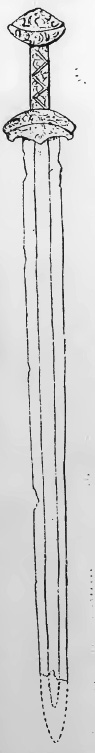
Загальний вигляд до розчищення клинка, напис не видний

Меч «коваля Людоти» — археологічна пам'ятка часів княжої доби Русі, прикрашений меч із написом. Меч датується Х — першою половиною XI століття. Був знайдений у 1890 році у селищі Димер, що на Київщині. Зберігається у колекції Національного музею історії України. У 1966 році російський археолог Анатолій Кірпічніков хибно атрибутував меч як такий, що начебто був знайдений у селищі Хвощове на Полтавщині, крім того, він потрактував напис на лезі як кириличний напис «КОВАЛЬ ЛЮДОТА». Згодому було висловлено припущення, що висновки Кірпічнікова щодо місця знахідки та прочитання напису на лезі були неправильні.

## Опис
Меч має дволезий клинок завдовжки 85,3 см та завширшки 5 см, з нетиповим руків'ям скандинавсько-прибалтійського типу і рельєфним зображенням чудовиська. Під час виготовлення меча були поєднані технічні навички каролінзьких зброярів (напис) скандинавські (орнаментальний мотив, декорування) і класичні елементи майстрів Русі (тавро та форма руків'я з опущеним перехрестям).

## Історія

### Створення
Бронзові навершя і перехрестя меча були виготовлені на початку XI ст. в скандинавському звіриному стилі «Рінгерікі», в той час, як трубкоподібне руків'я, якщо судити з його оздоби, було виготовлене на Британських островах наприкінці XI ст. Різна стилістика оздоблення свідчить про складну історію виготовлення знахідки. Меч був статусною річчю.

### Знаходження та дослідження
Меч був знайдений у 1890 році у селищі Димер, що знаходиться на правобережжі Дніпра, за пару десятків кілометрів на північ від Києва.
Михайло Грушевський, помістив зображення меча до своєї книги "Ілюстрована історія України" (1912), вказавши, що він походить з околиць Києва.
У 1913 р. меч, разом з іншими експонатами у Міському музеї Києва, замалював шведський археолог Туре Арне під час своїх відвідин Києва.
У 1966 російський радянський археолог Анатолій Кірпічніков розгледів на лезі меча напис кириличними літерами. На одному боці на одному боці він начебто зміг прочитати слово «коваль», на іншому — «людота» чи «людоша».
Крім того, Кірпічніков вирішив відкинути попередню інформацію про походження меча з околиць Києва. Натомість він приписав йому знаходження у селищі Хвощове, що на Полтавщині, сплутавши його зі згадкою скіфського парадного меча IV ст. до н. е. в описі каталогу Полтавського музею.
На початку 2000-них рр. археолог та скандинавіст, доктора історичних наук Федора Андрощука спростував висновки Кірпічнікова. Він виявив, що напис зроблений латинськими літерами та нагадує кириличний лише через погану збереженість. Насправді там міститься напис із назвою відомої франкської зброярні: ULFBERHT або INEGELDR.
Дописувачки сайту Главком не погодилися з висновком Федора Андрощука та звинуватили його в «денацифікації» меча. Висновок Андрощука обурив також мовознавця Івана Ющука.
Згодом Андрощук виявив, що заяви Кірпічнікова про те, що меч походить з Полтавщини, а не з Київщини, — теж були хибними.
На думку археолога Володимира Колибенка, старшого наукового співробітника Національного музею історії України, трактування напису як «Коваль Людота» виникло в річищі радянського антинорманізму, що заперечував вплив норманів на Русь та перебільшував автохтонність знахідок на території Русі.

## У літературі
Микола Руденко написав у 1981 році про меч вірш «Коваль Людота».
У 2015 році мовознавець Василь Німчук додав інформацію про надпис на мечі до зібрання пам'яток української мови найдавнішого періоду (Х — ХІІІ ст.) до своєї книги «Хрестоматія з історії української мови X—XIII ст.», яку затверджено до друку вченою радою Інституту української мови НАН України.